# Equação de Van der Waals
A equação de Van der Waals é uma equação de estado de um fluido composto de partículas com um tamanho não desprezável e com forças intermoleculares, como as forças de Van der Waals. A equação, cuja origem remonta a 1873, deve seu nome à Johannes Diderik van der Waals, que recebeu o Prêmio Nobel de Física em 1910 por seu trabalho na equação de estado dos gases e líquidos. Essa equação está baseada na modificação da lei dos gases ideais para que se aproxime da maneira mais precisa do comportamento dos gases reais, tendo em conta seu tamanho diferente de zero e a atração entre suas partículas.

## A energia das moléculas
{\displaystyle PV=nRT} funciona perfeitamente com pressões abaixo de 1 atm e temperaturas muito acima das temperaturas de condensação de um gás (esse é o conceito de gás ideal), uma vez que a pressão baixa (menos partículas por m³) reduz a probabilidade de colisões entre as moléculas e a alta temperatura aumenta a velocidade das moléculas, ou seja, diminui as interações intermoleculares, de modo que uma molécula com alta velocidade e, consequentemente, elevada energia cinética, passe do lado de uma outra molécula sem sofrer desvios consideráveis ou atrações maiores.
Se a molécula apresentasse baixa velocidade, ela seria atraída pela outra molécula e o gás , dependendo das pressões e da energia das moléculas, poderia liquefazer-se. Tal qual um foguete que ao passar perto de um planeta, com baixa velocidade, é atraído pelo campo gravitacional do mesmo, sofrendo um desvio em sua órbita.
Se a molécula for bem rápida, ela consegue escapar da força de atração das outra moléculas proporcionalmente à quantidade de energia que ela detém.

### Fator de compressibilidade

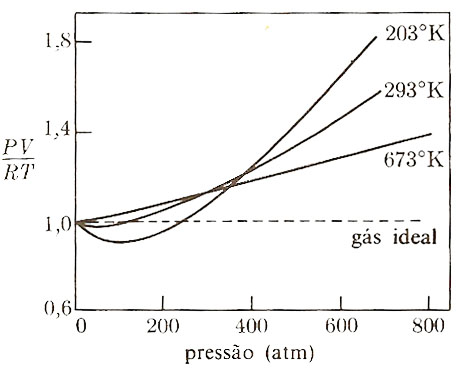
Fator de compressibilidade em função da pressão

Há uma grandeza chamada fator de compressibilidade (z) que podemos expressar por: {\displaystyle z={\frac {PV}{nRT}}}.
Para os gases ideais, z deve ser igual a 1 sob qualquer condição de temperatura, volume e/ou pressão. Porém foi observado experimentalmente que z desvia-se consideravelmente de 1 sob pressões mais altas e temperaturas mais baixas, como é mostrado no gráfico.

### A equação
Observando isto, Van der Waals formulou sua equação, em 1873, a partir de dados obtidos experimentalmente, ou seja, a equação de Van der Waals é uma equação de estado empírica, e pode ser representada por:
onde a e b são constantes empíricas e variam para cada tipo de gás.
A constante a está relacionada com as forças de atração intermoleculares e a constante b está relacionada com o volume molecular. A tabela abaixo nos traz os valores de a e b para alguns gases:
| Gás | a (litro2•atm/mol2) | b (litro/mol) |
| --- | ------------------- | ------------- |
| H2  | 0,2444              | 0,02661       |
| He  | 0,03412             | 0,02370       |
| N2  | 1,390               | 0,03913       |
| O2  | 1,360               | 0,03183       |
| CO  | 1,485               | 0,03985       |
| NO  | 1,340               | 0,02789       |
| CO2 | 3,592               | 0,04267       |
| H2O | 5,464               | 0,03049       |

Analisando mais a fundo a equação, nota-se que se o volume for suficientemente grande para a pressão ser baixa, o termo {\displaystyle {\frac {n^{2}a}{V^{2}}}} tornar-se-á muito pequeno, e a soma {\displaystyle P+{\frac {n^{2}a}{V^{2}}}} será praticamente igual a P. Sendo assim, ainda com V muito grande, o termo {\displaystyle V-nb} será praticamente igual a V. Portanto quando a pressão é baixa, essa equação pode ser aproximada para {\displaystyle PV=nRT}, ou seja, o comportamento do gás será semelhante ao de um gás ideal.

### Propriedades críticas
Para substâncias puras, a taxa de variação parcial da pressão em relação ao volume é constante no ponto crítico. Além disso, existe um ponto de inflexão na isotérmica crítica (linha de temperatura constante) no diagrama pV. Isso significa que no ponto crítico:
{\displaystyle \left({\frac {\partial p}{\partial V}}\right)_{T}=\left({\frac {\partial ^{2}p}{\partial V^{2}}}\right)_{T}=0}
Ou seja, a primeira e a segunda derivada parcial da pressão p em relação ao volume V são ambas zero, com a derivada parcial avaliada sobre temperatura constante T. Essa relação pode ser usada para avaliar dois parâmetros para uma equação de estado em termos das propriedades do ponto crítico.
Em alguns casos, um conjunto de propriedades reduzidas é definido em termos das propriedades críticas, i.e.:
{\displaystyle T_{r}=T/T_{c}\,}
{\displaystyle p_{r}=p/p_{c}\,}
{\displaystyle V_{r}={\frac {V}{RT_{c}/p_{c}}}\,}
onde {\displaystyle T_{r}} é a temperatura reduzida, {\displaystyle p_{r}} é a pressão reduzida, {\displaystyle V_{r}} é o volume reduzido, e {\displaystyle R} é a constante universal dos gases.